# 毎秒、君に恋してる
『毎秒、君に恋してる』（まいびょう、きみにこいしてる）は、松室政哉のメジャーデビューEP。

## 解説
- メジャーデビュー作品。また、メジャー初のEP作品。
- キャッチコピーは「まるで映画のように綴られた4SONGS. 待望のメジャーデビュー作品!!」。
- 規格品番は、Augusta Camp 会場限定盤がCD+DVD：PROS-1907、通常盤がCD：UMCA-10054。
- ジャケットのアートワークは、イラストレーターの坂内拓が担当。

## 収録曲
CD
1. 毎秒、君に恋してる
  - 作詞・作曲：松室政哉／編曲：河野圭
2. Theme
  - 作詞・作曲・編曲：松室政哉
  - インディーズシングル「Theme」収録
  - クラレ企業CM「髙梨沙羅 ときめき」篇タイアップソング
3. ラブソング。
  - 作詞・作曲・編曲：松室政哉
  - インディーズシングル「ラブソング。」収録
  - 元々はインディーズ6thデモアルバム収録「ラブソング。」が原曲となっており、インディーズシングル「ラブソング。」をリリースするにあたって歌詞の変更を行い、本作品収録に至った。
  - 2015年に行ったレコーディング合宿での音源を収録している。
4. オレンジ
  - 作詞・作曲・編曲：松室政哉
  - インディーズシングル「オレンジ」、インディーズEP「オレンジ EP」収録
  - 「BRAND REUSE NANBOYA」CMソング

## 演奏
- 松室政哉
  - Vocal, Chorus
  - Other Instruments (#2-4)
- 玉田豊夢
  - Drums (#1)
- 坂本暁良
  - Drums, Percussions (#2)
- 相川雄太
  - Drums, Percussions (#3)
- あらきゆうこ
  - Drums (#4)
- 山口寛雄
  - Bass (#1.4)
- 植松慎之介
  - Bass (#2.3)
- 田口慎二
  - Acoustic Guitar, Electric Guitar (#1)
- 櫛野啓介
  - Acoustic Guitar, Electric Guitar (#2)
- TAIKING (Suchmos)
  - Acoustic Guitar, Electric Guitar (#3)
- 後藤秀人
  - Acoustic Guitar, Electric Guitar (#4)
- 須原杏ストリングス
  - Strings (#1)
- 河野圭
  - Piano, Other Instruments (#1)
- 松浦はすみ (メロディーキッチン)
  - Piano (#2.3)

## Augusta Camp 会場限定盤特典内容
DVD
- 「Augusta Camp 2017」 2017.9.23富士急ハイランド・コニファーフォレスト

1. ラブソング。
2. 毎秒、君に恋してる